# Charles-François-Alexandre Perron
Pour les articles homonymes, voir Charles Perron et Perron.
 (octobre 2017).
Charles François Alexandre Perron, médecin franc-comtois d'origine, est né le 21 avril 1824 à Broye-les-Pesmes, en Haute-Saône, et mort à Besançon le 26 août 1892. Il est également l'auteur de publications à caractère scientifique et historique.

## Biographie

### Origines familiales et formation
Charles Perron est issu d'une famille paternelle établie depuis le XVIIe siècle à Broye-les-Pesmes, en Franche-Comté et d'une famille maternelle également installée dans la même région.
Fils d'Anne Françoise Gras et de Nicolas Perron, percepteur et maire à Broye-les-Pesmes, Charles Perron, né en 1824, commence, en 1841, ses études classiques au petit séminaire de Marnay pour les terminer au collège royal (lycée Victor Hugo) de Besançon. Il étudie ensuite la médecine à Metz où se trouvait l'une des trois écoles de médecine militaire et entre en 1848 à l’École d'application du Val-de-Grâce à Paris ,.

### Études interrompues
À cette époque, une épidémie de choléra avait débuté. Des étudiants furent réquisitionnés pour soigner les malades, et Charles Perron fut envoyé au poste de secours de la mairie du VIIe arrondissement. Or, le 13 juin 1849 avait lieu sur les boulevards une grande manifestation politique, dernière « journée révolutionnaire » de la Deuxième République en France.
Retenu par son service médical, Perron est dans l'incapacité de prendre part aux troubles. Cependant, peu de temps après, un mandat d'arrêt est lancé contre lui, et il est arrêté avec de nombreux autres camarades au Val-de-Grâce. À chacun des interrogatoires qu'il doit subir pendant trois mois de détention à Sainte-Pélagie d'abord, et à la Force ensuite où il avait été transféré, il ne varie jamais de version : « Je n'ai pas quitté mon poste de la mairie du VIIe arrondissement, chacun peut en témoigner. » Malgré son innocence, il est exclu de l'école, et envoyé à la caserne de Lunéville, au troisième lancier, comme cavalier de deuxième classe car sa qualité de chirurgien l'avait amené à souscrire pour un engagement de sept ans dans l'armée française.

### Docteur en médecine
À sa sortie du régiment, Charles Perron reprend ses études interrompues durant trois ans. Il se rend à Montpellier, faisant la route à pied avec seulement 35 francs, et c'est en 1853 qu'il en revient, muni de son diplôme de docteur en médecine pour s'installer aux Chaprais à Besançon où il exerce la médecine jusqu'à sa mort en 1892. Sur le plan privé, il épouse en 1854 Marie Joséphine Brocard, fille d'un avocat de Besançon avec laquelle il a sept enfants. Concomitamment, à ses travaux littéraires et à sa pratique professionnelle, Charles Perron participe à la vie politique de sa ville en siégeant au conseil municipal de Besançon durant plusieurs mandats, de 1871 à 1884.

### Opinion au sujet du médecin

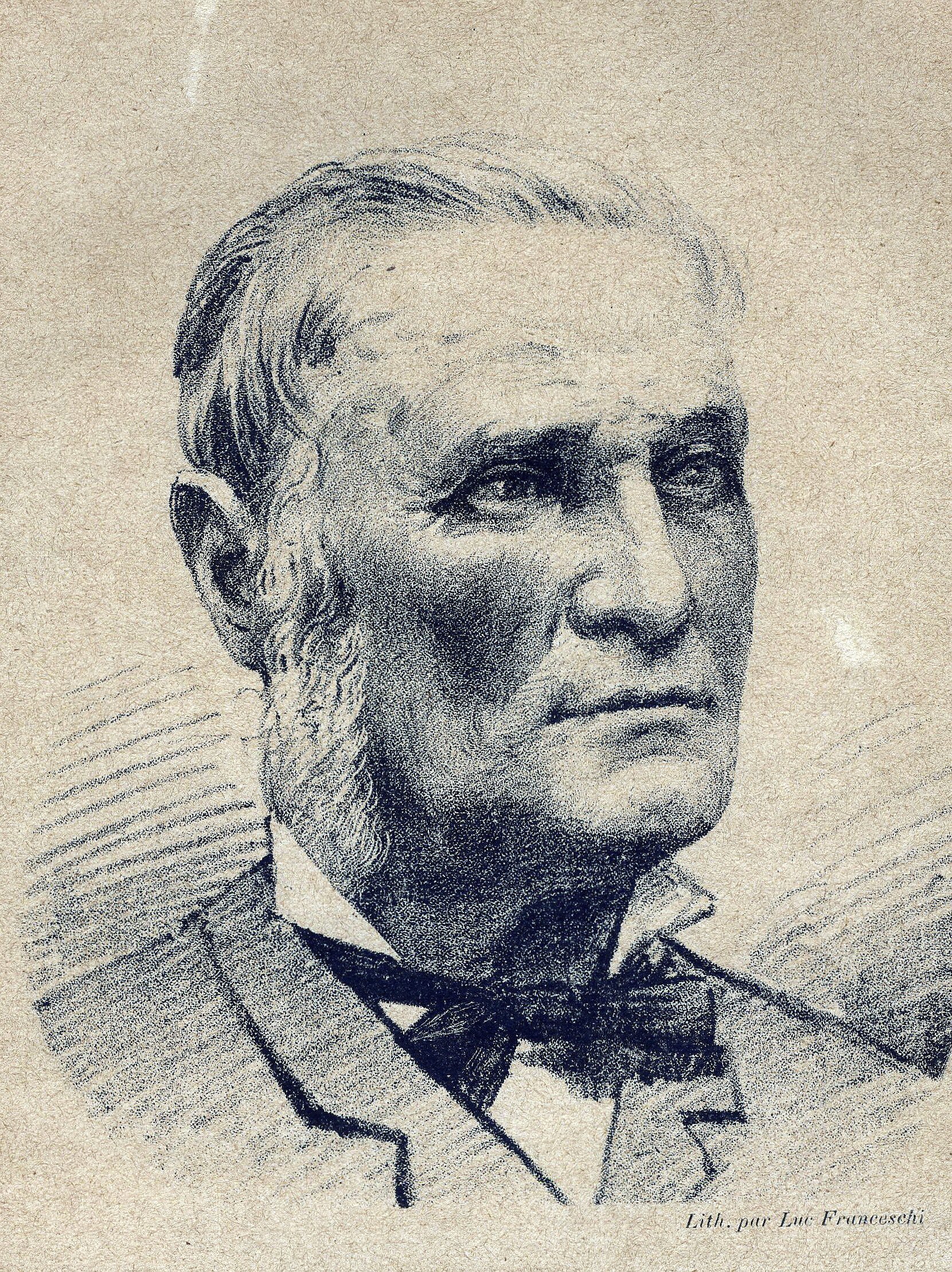

« Esprit fin et pénétrant, [a écrit de lui le docteur Bourdin], d'une grande rectitude de jugement, d'un dévouement sans limites à sa province, à son pays natal, à ses malades, le Dr Perron représente le type du parfait Comtois et du médecin de devoir. Son bagage littéraire et scientifique est important et nous ne pouvons oublier qu'il a consacré la plus grande part de son activité et de son intelligence à la glorification de notre pays. C'était un noble cœur, un grand travailleur, un homme intègre, un vaillant et un modeste ».

## Publications

### Médecine
- Du cuivre et de l'absorption des molécules cuivreuses chez les horlogers, communication à la Société de médecine de Besançon, 1860.
- De l'honnêteté professionnelle, Millot frères, 1888 (lire en ligne).
- La fièvre typhoïde aux Chaprais, Imprimerie et lithographie de Paul Jaquin, 1890 (lire en ligne).
- Du médecin : comment son domaine professionnel s'agrandit de jour en jour, Imprimerie et lithographie de Paul Jaquin, 1890 (lire en ligne).

### Histoire de la médecine
- Annales des épidémies en Franche-Comté (1628-1640) ; pièces justificatives, Mémoires de la Société d'Emulation du Doubs, 1861[4].
- « La peste à Poligny en 1636 », Bulletin de la Société d'Agriculture, Sciences et Arts de Poligny, no 3,‎ 1862, p. 43-45[4].
- « Du régime intérieur des hôpitaux au XVIIIe siècle (Inspection de l'hôpital de St Claude en 1758 par le chirurgien-major Bernier) », Bulletin de la Société d'Agriculture, Sciences et Arts de Poligny, no 6,‎ 1865, p. 24-26[4].

### Régionalisme
- Histoire de l'horlogerie en Franche-Comté, Besançon, 1860.
- Recherches sur la mortalité dans le département du Doubs, Société d'Emulation du Doubs.
- Superstitions médicales de la Franche-Comté, vol. 1, Besançon, 1879.
- Proverbes de la Franche-Comté, Paris, Champion, 1876.
- Notes biographiques sur notre famille, Besançon, imprimerie Millot Frères, 1884 (lire en ligne).
- Broye-les-Pesmes : histoire, statistique, langage, divers, 1889.
- Les Franc-Comtois, leur caractère national, leurs mœurs, leurs usages  (préf. Charles Joliet), Editions du Bastion, 1994 (réimpr. A. Cariage, 1892).

- De nombreux articles dans le Concours médical, La Revue littéraire de Franche-Comté, Le Journal du Doubs, Le Réveil du Doubs, Les Gaudes, etc.